# Jean-Claude Carrière
Jean-Claude Carrière   (Colombièiras d'Òrb, 17 de setembre de 1931 - 9è districte de París, 8 de febrer de 2021) fou un escriptor francès; col·laborador de Buñuel durant l'última etapa del cineasta com a coautor de sis guions (entre el 1964 i el 1977) i com a redactor de Mi último suspiro, un llibre que recull les memòries de Buñuel que havia dit tantes vegades que no li agradava parlar de si mateix ni del seu cinema. A Carrière se li atribueix el petit inventari de les cinc obsessions de Buñuel: Déu, la mort, les dones, el vi i els somnis; amb aquesta cita comença Baxter la biografia del cineasta. Carrière és autor del llibre El Círculo de los mentirosos, aparegut a l'editorial Lumen, i del monòleg Els mots i la cosa, adaptat al català per Ricard Borràs i publicat per Blackie Books.